# Plantago
Plantago (del latín plantāgo, -ĭnis), conocidas comúnmente como llantenes, es un género de plantas con flores perteneciente a la familia Plantaginaceae y compuesto de alrededor de doscientas especies. La mayoría son plantas herbáceas, aunque hay arbustos que alcanzan los 60 cm de altura. Las hojas son sésiles (sentadas) con pseudopeciolo. Tienen tres o cinco venas paralelas. Las hojas son anchas o estrechas, según la especie. La inflorescencia son los tallos típicos con 5-40 cm de altura, con las flores minúsculas y muy numerosas que son polinizadas por el viento.

## Ecología
Las plantas son utilizadas como plantas alimenticias por las larvas de algunas especies de lepidópteros (mariposas y polillas) -ver lista de Lepidópteros que se alimentan del Plantago.

## Usos
Las especies de Plantago se han utilizado desde épocas prehistóricas en remedios herbarios. La hierba es considerada astringente, anti-tóxica, antimicrobiana, antiinflamatoria, anti-histamínica, así como demulcente, expectorante, estíptica y diurética. Externamente, la cataplasma de las hojas es útil para picaduras de insectos, erupciones de hiedra venenosa, llagas menores y forúnculos. En el folclore se afirma incluso ser capaz de curar la mordedura de serpiente y se utilizó por la tribu Dakota de América del Norte para esto.[cita requerida] Internamente, se utiliza para la tos y la bronquitis, como un té, tintura o jarabe. Las variedades de hoja ancha se utilizan a veces como un vegetal de hoja para ensaladas, salsa verde, etcétera.
Las cáscaras de semillas de la planta se expanden y se vuelven mucilaginosas cuando están húmedas, especialmente las de P. psyllium, que se usa en productos laxantes comunes de venta libre y productos de suplemento de fibra como Metamucil. La semilla de P. psyllium es útil para el estreñimiento, el síndrome del intestino irritable, la suplementación con fibra dietética y la enfermedad diverticular. La planta se ha consumido como alimento humano desde la prehistoria. Por ejemplo, la recuperación arqueológica a lo largo de la costa central de California ha demostrado el uso de esta especie como alimento desde el horizonte de Millingstone.
Los suplementos de P. psyllium se utilizan normalmente en forma de polvo, junto con cantidades adecuadas de líquidos. La dosis de al menos siete gramos diarios tomados con cantidades adecuadas de líquido (agua, jugo) es utilizada por algunos para el manejo del colesterol elevado. Hay una serie de productos de Psyllium utilizados para el estreñimiento. La dosis habitual es de unos tres gramos y medio dos veces al día. El psyllium es también un componente de varios cereales listos para comer.[cita requerida]
El mucílago de Indianwheat del desierto (Plantago ovata) se obtiene desmenuzando la cáscara. Este mucílago, también conocido como Psyllium, se vende comúnmente como Isabgol, un laxante que se utiliza para controlar el síndrome de intestino irregular y el estreñimiento. Se ha utilizado como una medicina indígena ayurvédica y Unani para toda una gama de problemas intestinales.
En el inglés antiguo Wegbrade, Plantago es una de las nueve plantas invocadas en el encanto pagano de nueve hierbas anglosajonas, registrado en el siglo X. En Serbia, Rumania y Bulgaria, las hojas de Plantago major se utilizan como un remedio popular para prevenir la infección en cortes y arañazos debido a sus propiedades antisépticas. En Eslovenia y otras regiones de Europa Central, las hojas se utilizaban tradicionalmente tópicamente para curar ampollas resultantes de la fricción (como causado por los zapatos apretados, etc.) y el alivio de las picaduras de mosquitos en Westfalia oriental, así como el oeste de Eastphalia.
Como los compuestos naturales presentes (por ejemplo, taninos condensados, ~ 14 g / kg de MS), afectan la proporción acetato-propionato en el rumen, que es un mecanismo primario por el cual la metanogénesis está restringida. Actualmente esta no es una opción viable en cualquier escala significativa debido a dificultades agronómicas.

## Especies
Hay alrededor de doscientas especies de Plantago, incluidas:
- Plantago afra
- Plantago africana
- Plantago aitchisonii
- Plantago albicans - llantén blanquecino[1]
- Plantago alismatifolia
- Plantago alpina
- Plantago arborescens
- Plantago arenaria
- Plantago argentea
- Plantago asiatica
- Plantago aucklandica
- Plantago australis
  - Plantago australis hirtella
- Plantago bigelovii
- Plantago bismarckii
- Plantago canescens
- Plantago coreana
- Plantago cordata
- Plantago coronopus
- Plantago cornuti
- Plantago cynops
- Plantago eripoda
- Plantago elongata
- Plantago erosa
- Plantago fernandezia
- Plantago fischeri
- Plantago floccosa
- Plantago gentianoides
- Plantago glabrifolia
- Plantago grayana
- Plantago hawaiiensis
- Plantago hedleyi
- Plantago heterophylla
- Plantago hillebrandii
- Plantago himalaica
- Plantago holosteum
- Plantago incisa
- Plantago indica - zaragatona de los arenales[1]
- Plantago krajinai
- Plantago lagopus
- Plantago lanceolata
- Plantago lanigera
- Plantago linearis
- Plantago longissima
- Plantago macrocarpa
- Plantago macrorrhiza
- Plantago major
- Plantago maritima
- Plantago maxima
- Plantago media
- Plantago melanochrous
- Plantago moorei
- Plantago musicola
- Plantago nivalis
- Plantago obconica
- Plantago ovata
- Plantago pachyphylla
- Plantago palmata
- Plantago patagonica
- Plantago polysperma
- Plantago principes
- Plantago pusilla
- Plantago psyllium
- Plantago radicata
- Plantago raoulii
- Plantago rapensis
- Plantago remota
- Plantago reniformis
- Plantago robusta
- Plantago rugelii
- Plantago rupicola
- Plantago schneideri
- Plantago sempervirens
- Plantago sparsiflora
- Plantago subulata
- Plantago spathulata
- Plantago tanalensis
- Plantago taqueti
- Plantago tenuiflora
- Plantago triandra
- Plantago triantha
- Plantago tweedyi